# Saint-Marcel-lès-Annonay
För andra betydelser, se Saint-Marcel.
Saint-Marcel-lès-Annonay är en kommun i departementet Ardèche i regionen Auvergne-Rhône-Alpes i sydöstra Frankrike. Kommunen ligger  i kantonen Annonay-Nord som ligger i arrondissementet Tournon-sur-Rhône. År 2022 hade Saint-Marcel-lès-Annonay 1 378 invånare.

## Befolkningsutveckling
Antalet invånare i kommunen Saint-Marcel-lès-Annonay
Referens: INSEE